# Hilarion (Urs)
Hilarion, imię świeckie Ioan Urs (ur. 4 marca 1955 w Recea) – duchowny Rumuńskiego Kościoła Prawosławnego, od 2015 biskup făgărașanski, w rzeczywistości pomocniczy Sybina. 

## Życiorys
Święcenia diakonatu przyjął 7 listopada 1984, a prezbiteratu 15 sierpnia 1987. Chirotonię biskupią otrzymał 7 czerwca 2015.